# Каркарала (национален парк)
Национален парк „Каркарала“ (на казахски: Қарқаралы́ мемлекетті́к ұлтты́қ табиғи́ паркі́) е национален парк в Карагандинска област, Казахстан. Целта му е да опази уникалния за Централен Казахстан разнообразен релеф.
Създаден е на 1 декември 1998 г. с постановление №212 на правителството на Казахстан. На 6 февруари 2009 г. територията му е разширена от 90 323 на 112 120 ха.
Горите са основно от бор, бреза, трепетлика, върба и хвойна. Особеност е наличивто на реликтни растения от ледниковата епоха. Защитени са над 66 вида, а 5 вида - Betula kirghisorum, Sphagnum teres, Papaver tenellum, Adonis vernalis и Berberis karkaralensis - са включени в Червената книга.
Животинският свят се състои от 2 вида земноводни, 6 вида влечуги, 40 вида бозайници и 114 вида птици.
Климатът в парка е умереноконтинентален, подобен за заобикалящите територии. Средната годишна температура е +2 °C. През лятото температурата е около 18 – 20 °C, а през зимата -12 – -15 °C.

## Изгледи
| Планините Кент | Езерото Шайтанкол | Дворецът Къзъл Кенш | Архари |